# السیسار
السیسار (به انگلیسی: Alsisar) یک منطقهٔ مسکونی در هند است که در راجستان واقع شده‌است.

## خصوصیات
السیسار ۲۷۹ متر بالاتر از سطح دریا واقع شده‌است.